# Mitická slatina
Mitická slatina je přírodní památka v katastrálním území obce Trenčianske Mitice v okrese Trenčín v Trenčínském kraji na Slovensku. Území bylo vyhlášeno v roce 1985 a jeho rozloha je 2,83 hektaru. Předmětem ochrany je geologický útvar pozůstatku slatinného rašeliniště, který je útočištěm mokřadních rostlin a živočichů.